# 59 î.Hr.

## Nașteri
- dată necunoscută: Titus Livius  (d. 17)
- dată necunoscută: Ptolemeu al XIV-lea al Egiptului faraon egiptean (d. 44 î.Hr.)

## Decese
- dată necunoscută: Gaius Octavius  (n. 100 î.Hr.)